# World Series of Fighting 24: Fitch vs. Okami
WSOF 24: Fitch vs. Okami foi um evento de artes marciais mistas promovido pelo World Series of Fighting, ocorrido em 17 de outubro de 2015 no Foxwoods Resort Casino em Mashantucket, Connecticut. O evento foi transmitido ao vivo na NBC Sports Network nos EUA e na Fight Network no Canadá.

## Background
O evento principal foi um duelo válido pela categoria Meio-Médio, entre os veteranos do UFC Jon Fitch e Yushin Okami. O co-evento principal foi uma disputa válida pelo cinturão Peso-Pesado, entre o então campeão Blagoy Ivanov, que fez sua primeira defesa de cinturão, e o desafiante Derrick Mehmen. 

## Resultados
^ a: Pelo cinturão Peso Pesado do WSOF.

^ b: Pelo cinturão Peso Mosca do WSOF.

## Ligações Externas
1. ↑   a[›]
2. ↑   b[›]